# Joan d'Aragó i d'Anjou
Joan d'Aragó i d'Anjou (1301 – el Pobo, Saragossa, 19 d'agost de 1334) fou un infant d'Aragó dedicat a la vida religiosa. Sisè –o tercer– fill del rei d'Aragó Jaume el Just, i la seva segona esposa, Blanca de Nàpols.
Per línia paterna era net del comte-rei Pere el Gran i Constança de Sicília, i per línia materna de Carles II de Nàpols i Maria Arpad d'Hongria. Fou germà petit del també comte-rei Alfons el Benigne, així com dels comtes Pere IV de Ribagorça i Ramon Berenguer I d'Empúries. Va rebre la tonsura de nen amb només nou anys, de mans del papa Climent V i va residir a la cort papal d'Avinyó.
El 1319 fou consagrat a Lleida arquebisbe de Toledo i ipso facto canceller major de Castella pels arquebisbes de Tarragona i Saragossa. Va perdre aquest càrrec el 1326 per desavinences amb el rei Alfons XI i es va retreure a la Cartoixa d'Escaladei. En compensació, l'any 1328 Joan XXII el promou Patriarca Llatí d'Alexandria i poc després arquebisbe de Tarragona. Ambdós càrrecs va mantenir fins morir el 1334 amb només trenta anys.
Va ser sebollit a la Catedral de Tarragona. El seu sepulcre en estil gòtic, fet de marbre blanc, és considerat un dels més bells monuments funeraris gòtics de Catalunya. Probablement va ser esculpit per un seguidor de Tino de Camaino.